# Causse de Blandas
Le causse de Blandas est un plateau karstique situé dans le département du Gard en France. Il est bordé au nord par la vallée de l'Arre et le massif des Cévennes, à l'ouest au sud et à l'est par les gorges de la Vis et le causse du Larzac.
L'intégralité du causse de Blandas est inclus dans le périmètre des Causses et Cévennes inscrit au patrimoine mondial de l'UNESCO en juin 2011.

## Histoire

### Préhistoire
Le causse de Blandas est peuplé dès la Préhistoire comme l'attestent les mégalithes que l'on peut encore observer aujourd'hui.

### Antiquité
Une voie romaine reliant la Provence à l'Espagne passait sur le causse.

### Moyen Âge
Le village de Montdardier, en bordure du Causse, est le fief de la famille de Ginestous. Son château est le principal point fortifié du plateau.
L'ordre de Saint Jean de Jérusalem est implanté sur le causse.

### Époque moderne
Le causse de Blandas connaît une hausse significative de sa population en raison de l'activité minière et de l'exploitation des carrières de pierre lithographique.

## Géographie
D'une superficie de 142 km2, le causse de Blandas recouvre les communes de Montdardier, Blandas et Rogues, mais aussi partiellement les communes d'Alzon, d'Arre, de Vissec, de Saint Laurent-le-minier, et de Gorniès dont les bourgs se situent au pied du causse.

### Situation
Le causse de Blandas est situé au sud du Vigan dans le département du Gard.

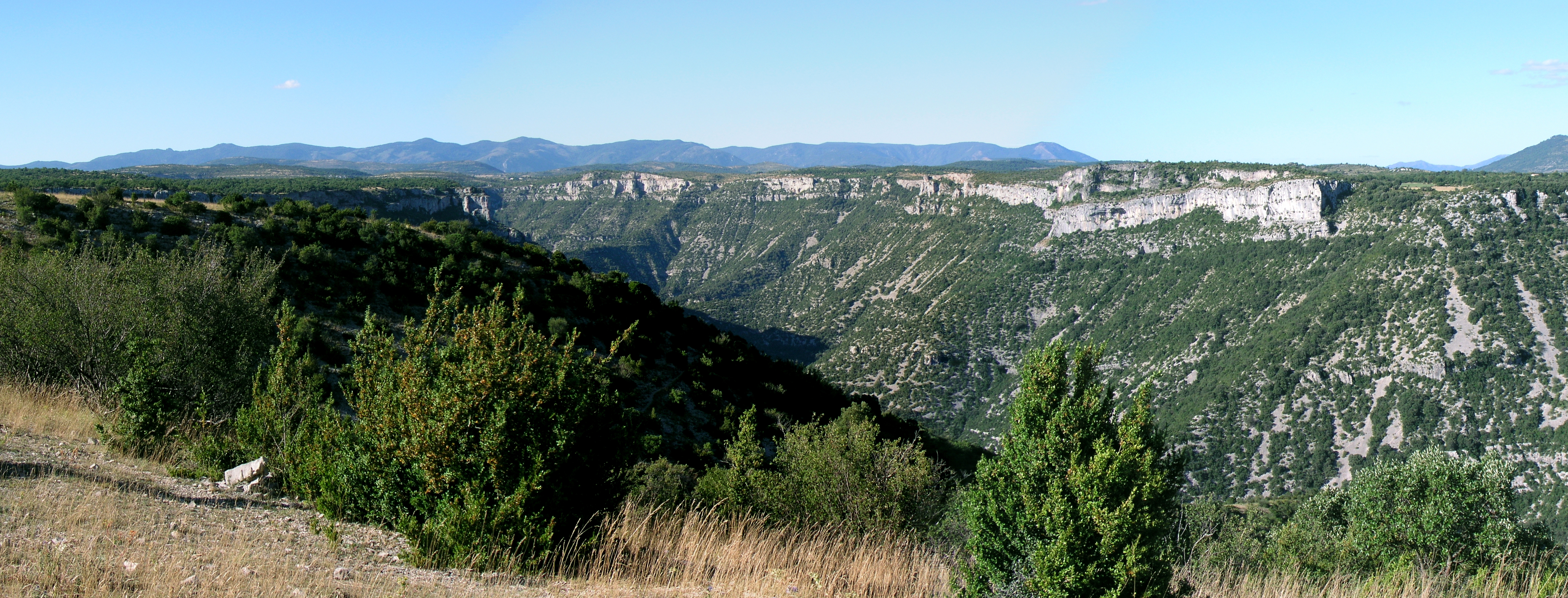
Contreforts du causse de Blandas dominant les gorges de la Vis, vus depuis Saint-Maurice-Navacelles.

Il est entouré par les régions naturelles suivantes : au nord par les Cévennes et le massif du Lingas, bordure méridionale du massif de l'Aigoual, à l'ouest par les gorges de la Vis et le causse de Campestre, au sud par les gorges de la Vis et le causse du Larzac et à l’est par le massif de la Séranne puis le massif de l'Oiselette.

### Paysages et reliefs
Le paysage actuel du causse est aride et désert, donnant souvent l'impression d'un désert de pierres clairsemé d'une maigre végétation et entrecoupé de creux cultivés, les dolines, et de quelques zones où domine la forêt.
Avant les premières interventions humaines le causse était boisé de genévriers, de pins sylvestres, de chênes blancs et de buis. Différentes phases d'exploitation de la forêt à partir du Néolithique ont provoqué une forte diminution du recouvrement. La forte population du XVIIIe siècle a provoqué une mise en culture de presque toute la surface du causse qui a ensuite régressé avec l'apparition du système ovin laitier au XIXe siècle puis l'exode rural au XXe siècle.

### Géomorphologie
Le calcaire qui constitue le causse est constitué de sédiments d'origine marine, dont le dépôt dans les hauts fonds a commencé il y a environ 200 millions d'années. Des dépôts de natures différentes se sont succédé empilant des strates rocheuses. À partir de 150 millions d'années le massif corallien de la Séranne a isolé ce lagon favorisant la concentration des dépôts calcaires qui formeront le Larzac. Les paysages vont lentement se mettre en place après l'émergence du massif pyrénéen il y a 40 millions d'années qui provoquera des plissements et des fractures dans la roche. Vers 25 millions d'années de petites rivières ayant pris naissance dans le massif du Lingas vont traverser le Causse  en aplanissant de grandes surfaces sur leur passage, telle la Vis entre Montdardier, Rogues et Saint-Maurice-Navacelles. À partir de 15 millions d'années le soulèvement du Massif central va entraîner un creusement des gorges par les rivières. La Vis creuse son canyon, longeant la Séranne vers l'est pour rejoindre l'Hérault près de Ganges et donner naissance au Causse de Blandas en l'isolant du Larzac.

### Protection environnementale
Le causse de Blandas est concerné par un site Natura 2000 et une ZNIEFF.
Le site Natura 2000 « Causse de Blandas   » qui est une zone spéciale de conservation située sur les communes de Alzon, Arre, Arrigas, Blandas, Molières-Cavaillac, Montdardier, Pommiers, Rogues, Vissec. Le site Natura 2000 couvre une surface totale de 7 913 ha et se situe entre 540 m et 955 m d'altitude. Il est composé principalement de Pelouses sèches, Steppes pour 80 %, complétées par des Landes, Broussailles, Recrus, Maquis et Garrigues, Phrygana pour 7 %, d'Autres terres (incluant les Zones urbanisées et industrielles, Routes, Décharges, Mines) pour 5 %, des Prairies améliorées pour 4 %, des Forêts de résineux pour 2 %, des Rochers intérieurs, Éboulis rocheux, Dunes intérieures, Neige ou glace permanente pour 1 % et des Forêts caducifoliées pour 1 %.
La ZNIEFF de deuxième génération est « Causse de Blandas » sur 9 132 ha. L'inventaire a recensé une espèce d'insectes (onychogomphe à crochets), 5 espèces d'oiseaux (aigle royal, circaète Jean-le-Blanc, bruant ortolan, Pie-grièche méridionale et pie-grièche à tête rousse) et 38 espèces de plantes.

### Climat
À la limite des influences méditerranéennes et atlantiques, entre le massif cévenol au nord et le massif de la Séranne au sud-est, le climat du causse de Blandas est assez complexe.
Le vent dominant est le vent continental ou bise qui souffle du nord-nord-est. C'est un vent sec et froid qui, au début du printemps,  peut détruire les jeunes feuilles des arbres et ravager les fleurs des arbres fruitiers. Les vents océaniques qui soufflent de l'ouest sont des vents légèrement humides qui durent peu. Le vent méditerranéen ou marin souffle du sud-sud-est. Il apporte de l'eau en quantité impressionnante quelle que soit la saison.
Au sud du massif de l'Aigoual, les précipitations sur le causse de Blandas ont un caractère méditerranéen : la pluviométrie atteint son maximum en novembre et son minimum en juillet. Bien que la pluviométrie moyenne annuelle soit avec plus de 1 200 mm relativement élevée, le nombre moyen de jours de pluie, inférieur à 75 jours, est quant à lui assez faible.
La température moyenne annuelle se situe aux alentours de 11,5 °C. Les températures hivernales minimales sont atteintes en janvier et février. Elles sont moins rigoureuses sur le causse de Blandas que sur l'ensemble des grands causses du fait de l'altitude plus faible et de la situation plus méridionale. Les températures moyennes en juillet et août sont supérieures à 20 °C, avec des températures maximales aux alentours 35 °C atteintes en août.

### Population
En 2009, les trois communes de Montdardier, de Blandas et de Rogues ayant des habitants sur le Causse de Blandas regroupaient 433 habitants, soit une légère augmentation de 3,4 % par rapport à 1999, lorsqu'elles en comptaient 418. Lors du recensement de 2009, le causse était peuplé de 195 Montdardiérains, 128 Blandassens et 110 Roguois.

## Milieu naturel

### Faune
La zone spéciale de conservation « Causse de Blandas  » est un site d'intérêt communautaire visant à maintenir ou à rétablir le bon état de conservation de  11 espèces de mammifères et d'invertébrés visés à l'Annexe II de la directive 92/43/CEE du Conseil. On peut noter comme invertébrés le damier de la Succise (Euphydryas aurinia), l'écaille chinée (Callimorpha quadripunctaria), le grand capricorne (Cerambyx cerdo) et le lucane cerf-volant (Lucanus cervus) et comme mammifères la barbastelle (Barbastella barbastellus), le grand rhinolophe (Rhinolophus ferrumequinum), le minioptère de Schreibers (Miniopterus schreibersi), le petit murin (Myotis blythii), le petit rhinolophe (Rhinolophus hipposideros), le rhinolophe euryale (Rhinolophus euryale) et le vespertilion à oreilles échancrées (Myotis emarginatus).

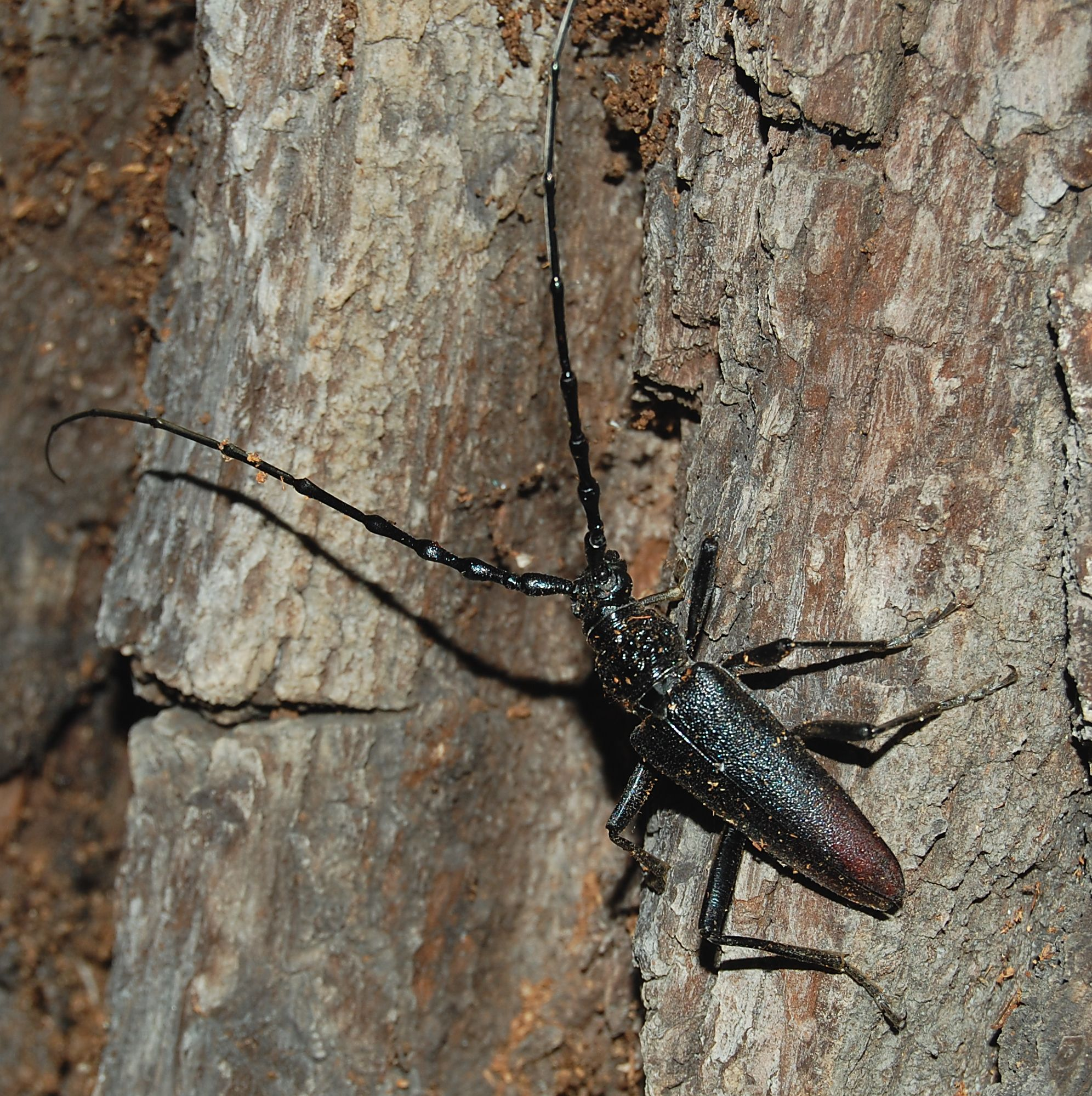
Un grand capricorne.
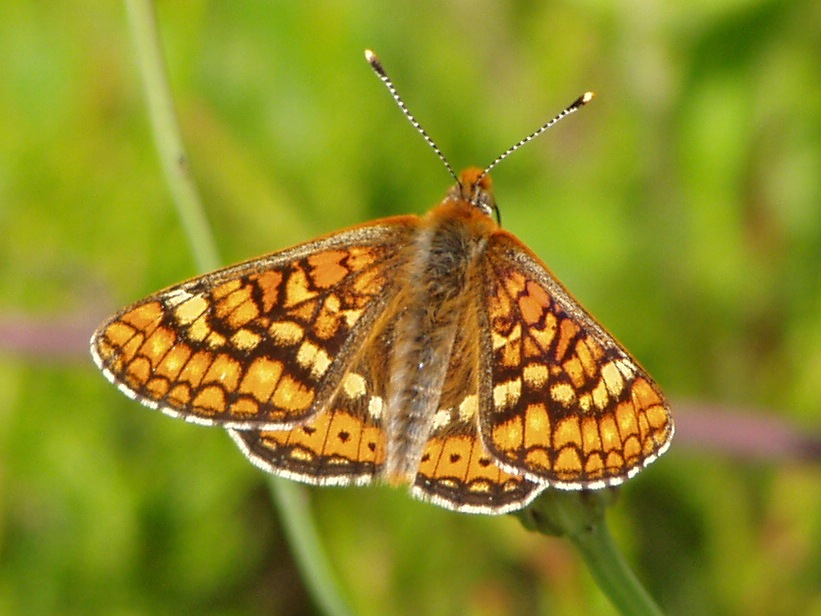
Un damier de la succise.
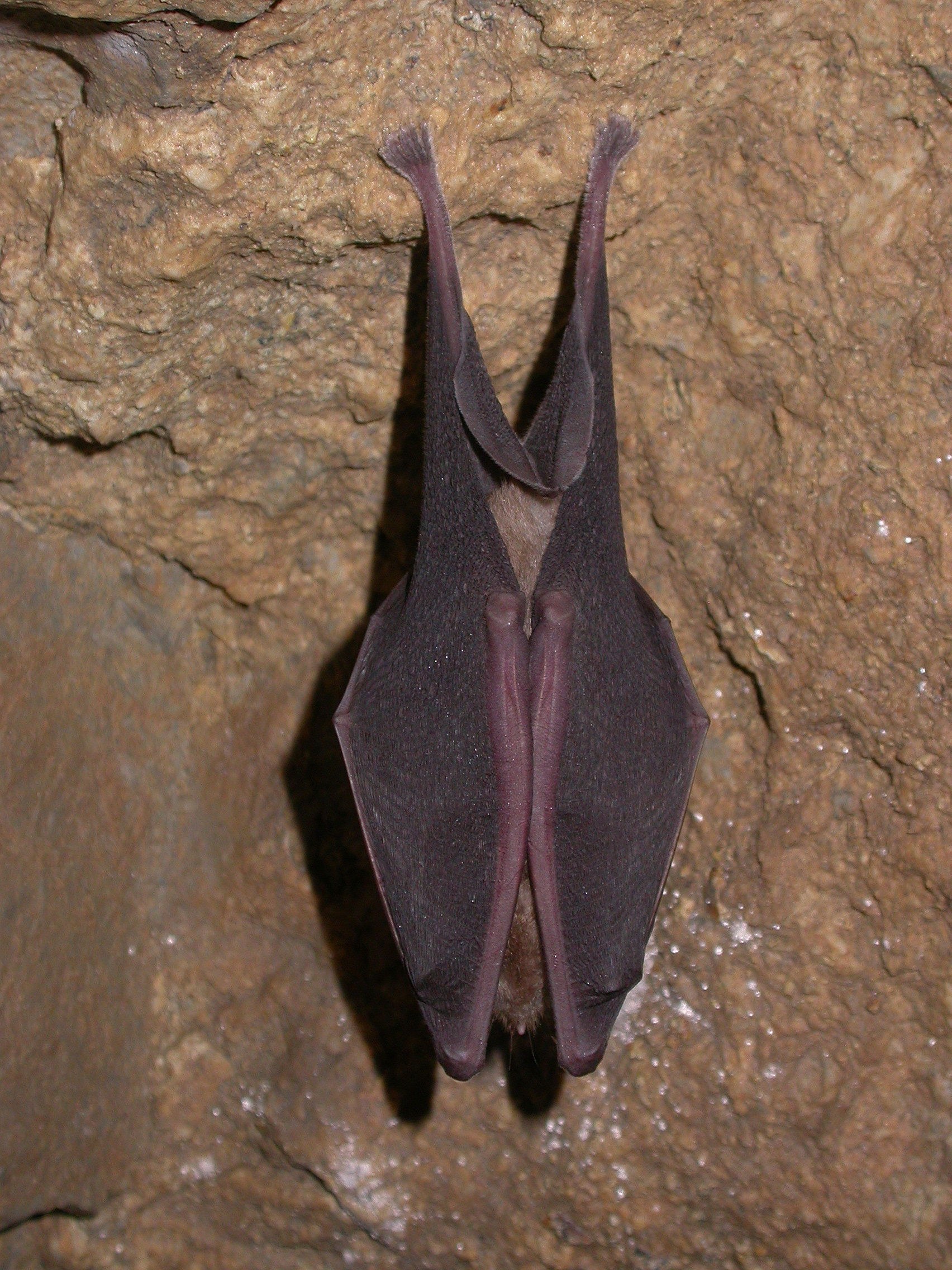
Un grand rhinolophe.

### Flore
L'inventaire naturaliste de la ZNIEFF « Causse de Blandas  » a répertorié les espèces suivantes : l'adonis couleur de feu (Adonis flammea), la nielle des blés (Agrostemma githago), l'orchis punaise (Anacamptis coriophora), l'ancolie des Causses (Aquilegia viscosa), l'arabette de printemps (Arabis verna), la sabline hérissée (Arenaria hispida), l'armérie de Girard (Armeria girardii), le buplèvre à feuilles rondes (Bupleurum rotundifolium), la caméline à petits fruits (Camelina microcarpa), le centranthe de Lecoq (Centranthus lecoqii), le cotonéaster des monts Nébrodes (Cotoneaster tomentosus), l'euphorbe de Duval (Euphorbia duvalii), la gagée des prés (Gagea pratensis), la gagée des champs (Gagea villosa), l'aster à feuilles d'orpin (Galatella sedifolia), le gaillet de Jordan (Galium timeroyi), gaillet à trois cornes (Galium tricornutum), le genêt de Villars (Genista pulchella), l'orchis odorant (Gymnadenia odoratissima), le  millepertuis à feuilles d'hysope (Hypericum hyssopifolium), l'inule à feuilles de saule (Inula salicina), la serratule naine (Jurinea humilis), la marguerite à feuilles de graminées (Leucanthemum graminifolium), la marguerite vert-glauque (Leucanthemum subglaucum), le lin de Léo (Linum leonii), le lotier de Delort (Lotus delortii), la minuartie à feuilles capillaires (Minuartia capillacea), le tabouret d'Occitanie (Noccaea caerulescens), l'Ophrys d'Aymonin (Ophrys aymoninii), la pivoine officinale (Paeonia officinalis), la grassette à longues feuilles (Pinguicula longifolia), le polystic en fer de lance (Polystichum lonchitis), la Saxifrage des Causses (Saxifraga cebennensis), le scorsonère d'Autriche (Scorzonera austriaca), le scorsonère pourpre (Scorzonera purpurea), la germandrée de Rouy (Teucrium rouyanum) et le Thym de la dolomie (Thymus dolomiticus),.

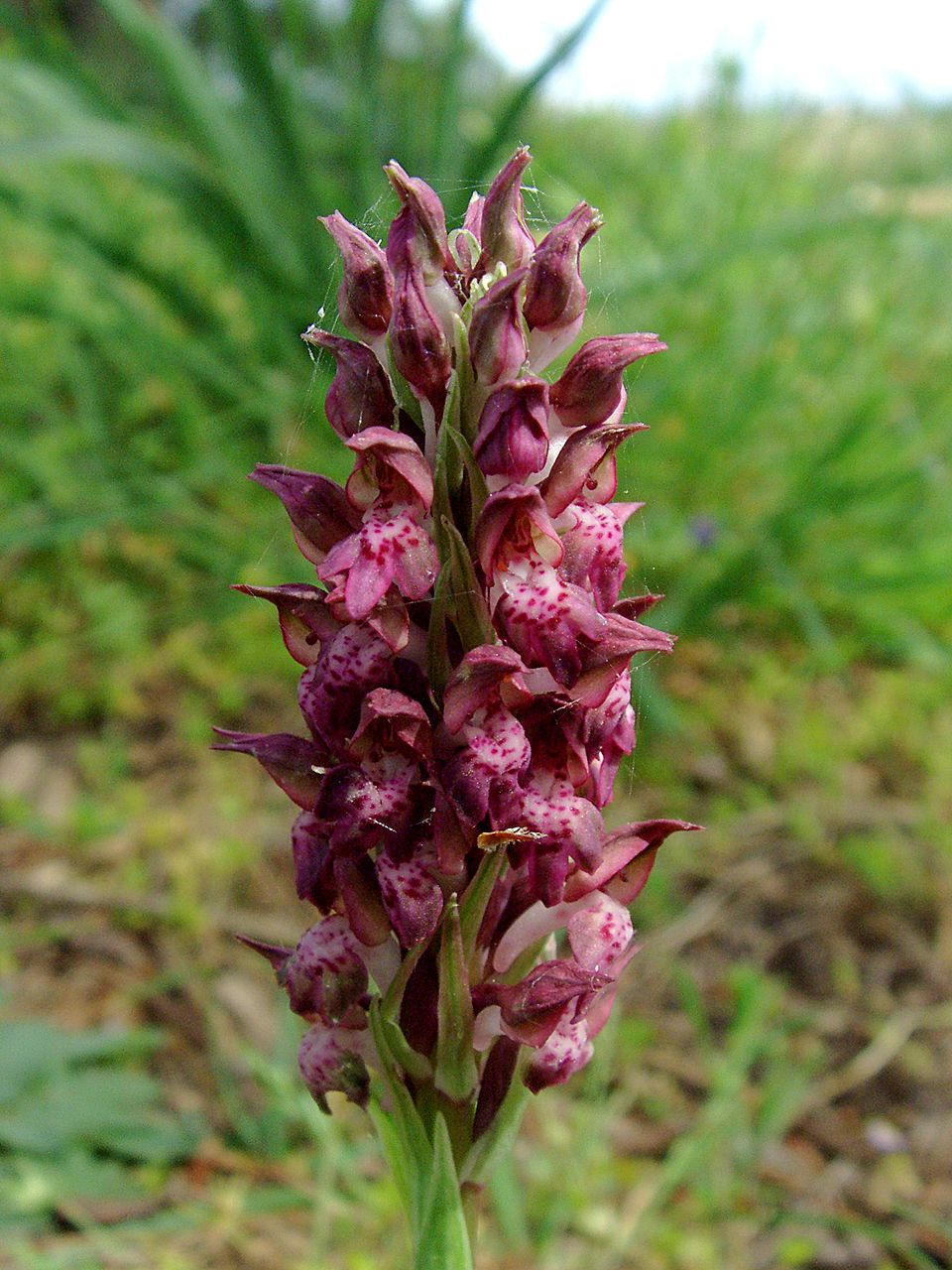
Orchis punaise.
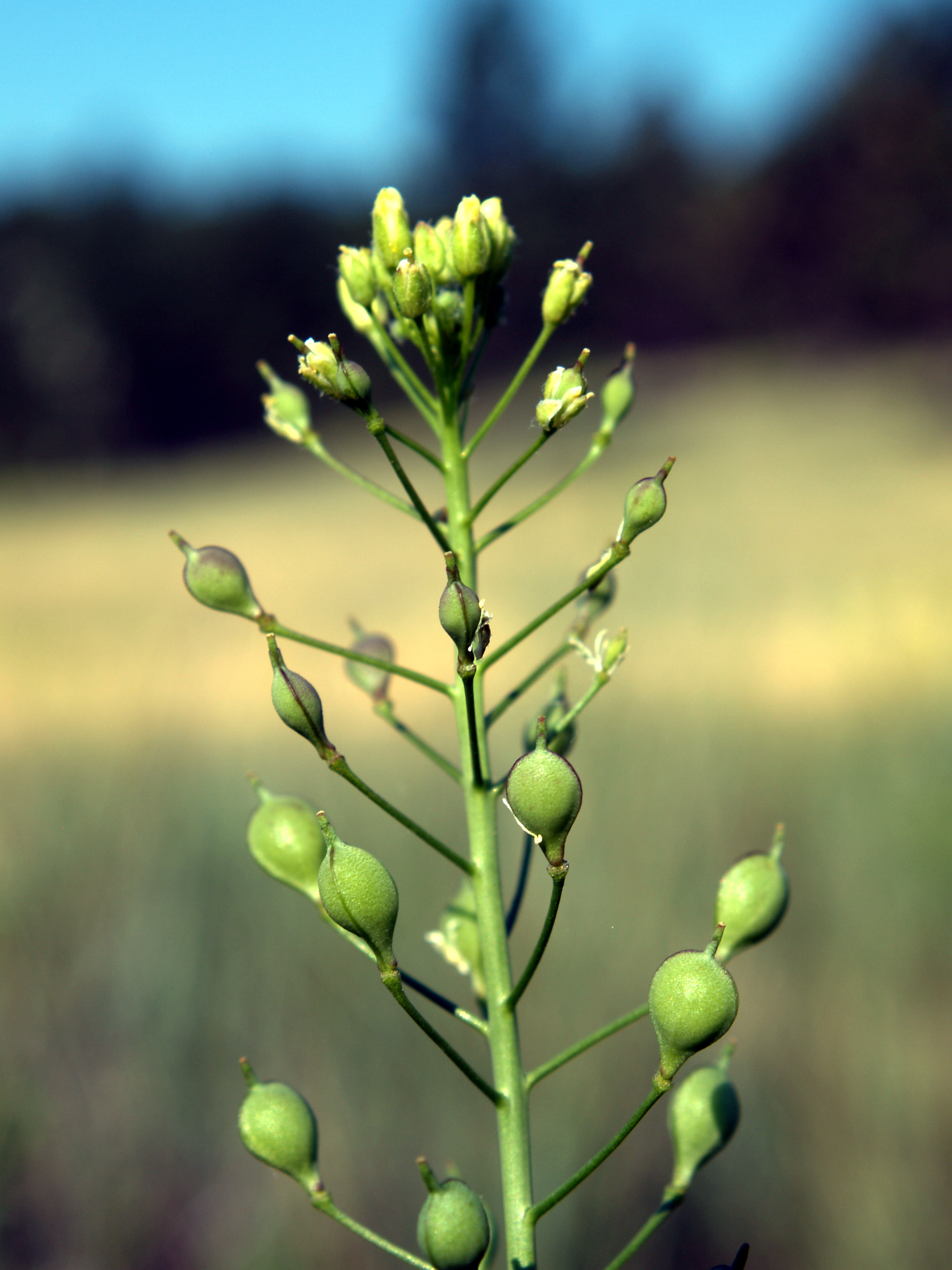
Caméline à petits fruits.
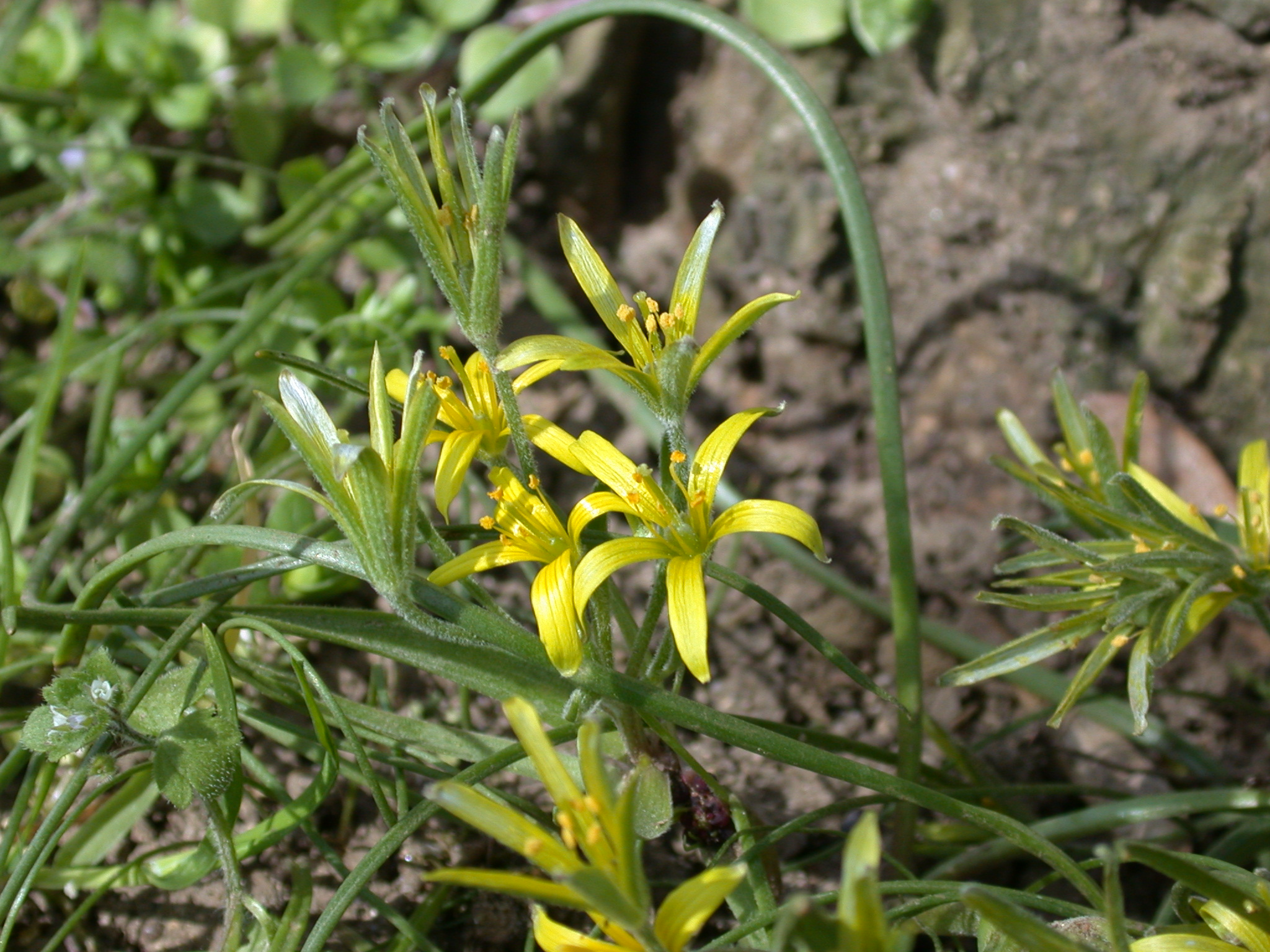
Gagée des champs.
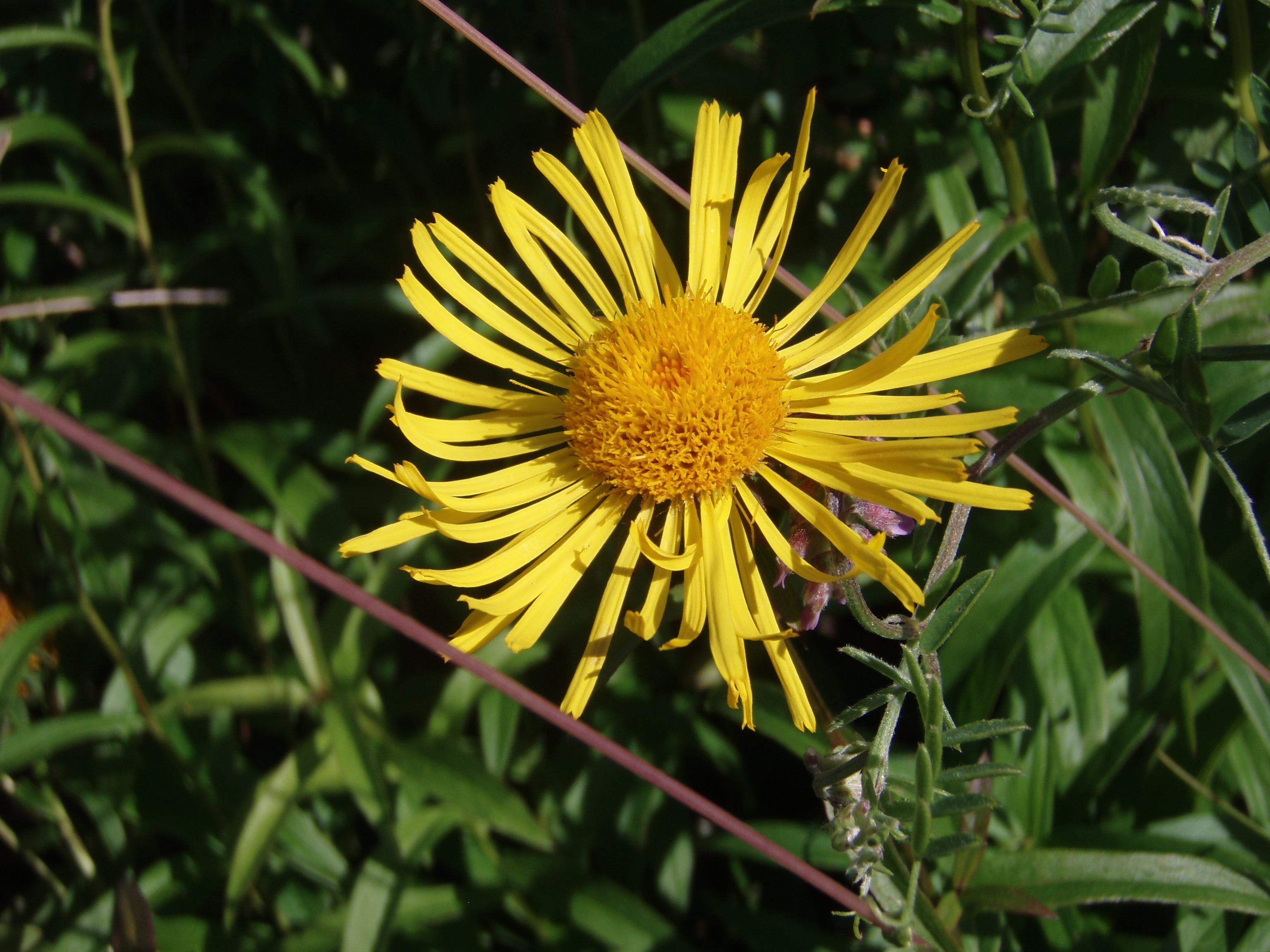
Inule à feuilles de saule.
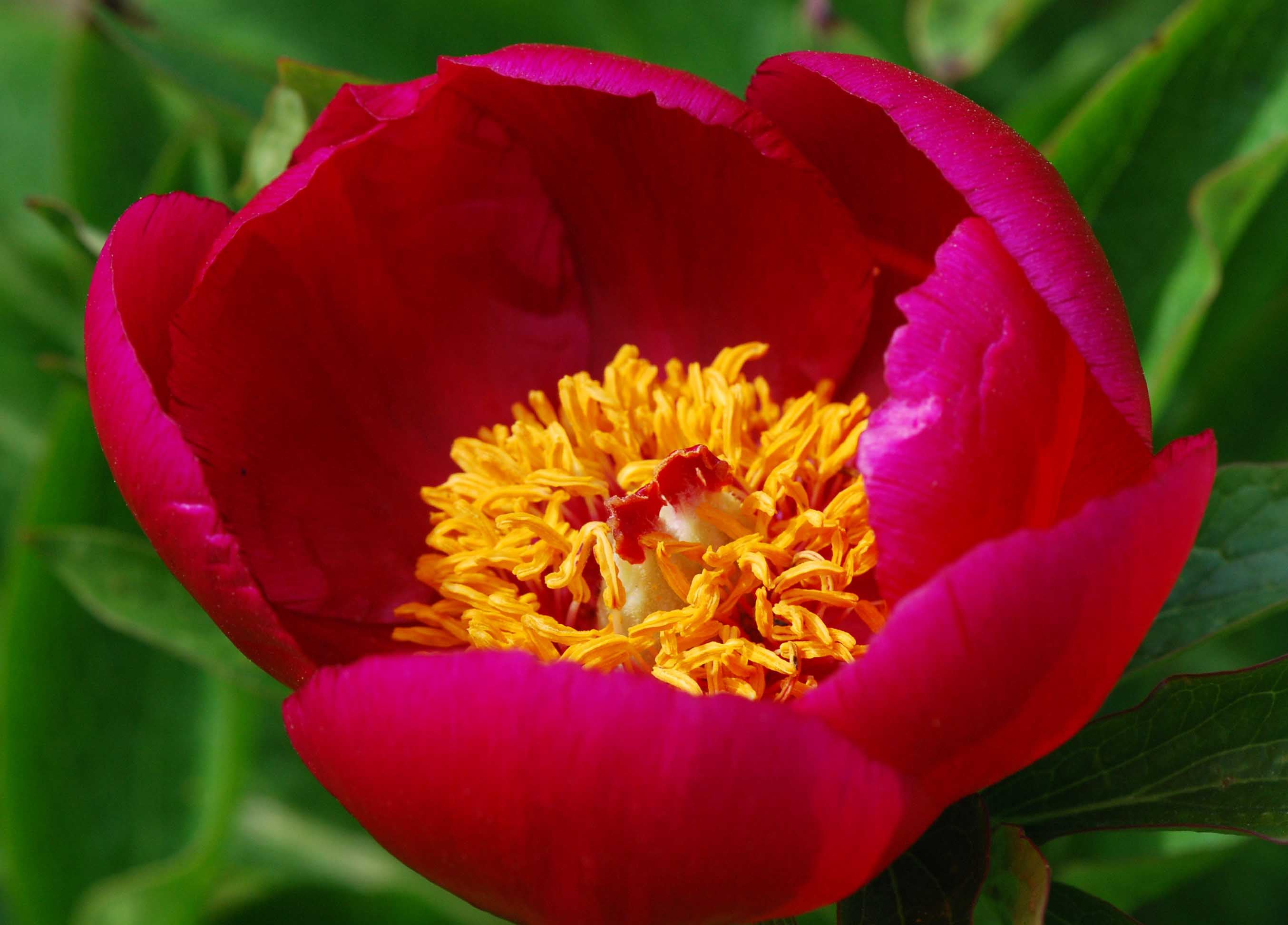
Pivoine officinale.
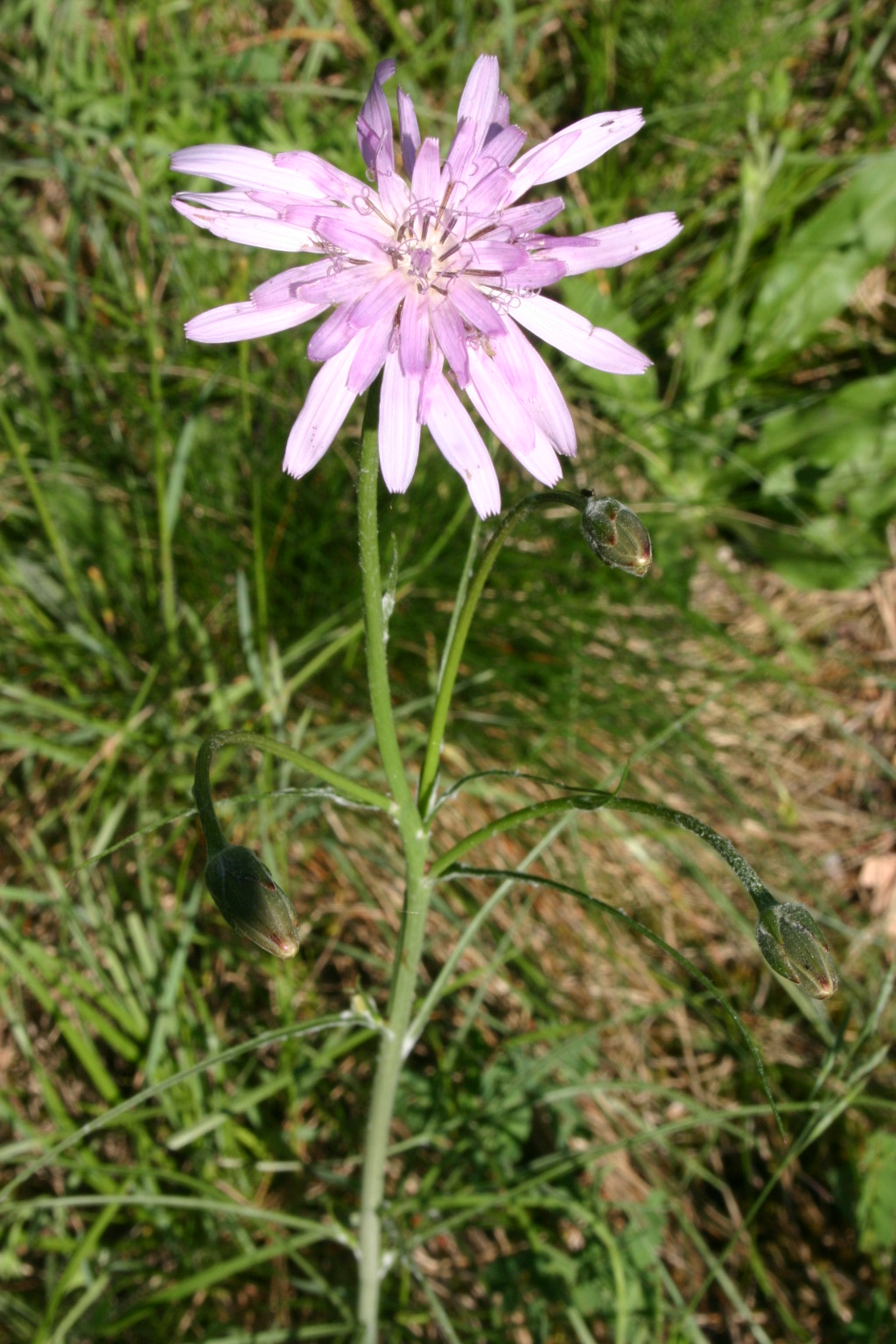
Scorsonère pourpre.

## Patrimoine

### Mégalithes du causse de Blandas

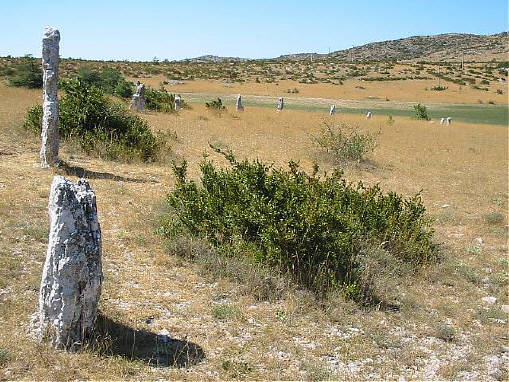
Cromlech de la Rigalderie, Blandas.

Le causse de Blandas est particulièrement riche en monuments mégalithiques : on y compte une vingtaine de dolmens, dont certains de taille imposante, une cinquantaine de menhirs dont les plus grands dépassent la taille de 4,50 mètres ainsi que plusieurs cromlechs (trois ont été identifiés avec certitude).
Une découverte considérable a été faite en 2009 par des spéléologues dans une grotte préhistorique restée close pendant environ cinq mille ans. L'entrée était obstruée par un menhir s'apparentant à une stèle, qui a piégé l’ouverture d’une grotte. Le « menhir-stèle » de grès à la surface travaillée semble avoir été transporté par les hommes préhistoriques depuis un gisement qui se trouve à Montdardier, à 5 ou 6 km de distance. La cavité regroupe des vestiges préhistoriques qui ont été laissés en place : des crânes et ossements, certains recouverts de calcite, des morceaux de vases ayant servi à la récupération de l'eau, des tessons de céramique et un couloir aménagé.

## Activités de découverte

### Randonnée
Le causse de Blandas est traversé par le GR 7 qui relie le Ballon d'Alsace à Andorre-la-Vieille. Dans la section Traversée du Haut-Languedoc entre L'Espérou et le canal du Midi, une étape est couramment faite à Montdardier ou à Blandas avant de traverser le cirque de Navacelles.
Le chemin de Saint-Guilhem-le-Désert qui relie Aumont-Aubrac à Saint-Guilhem-le-Désert en 300 km traverse lui aussi le causse de Blandas avant de rejoindre l'abbaye de Gellone.
Le carto-guide Causses et gorges de la Vis - cirque de Navacelles édité par le conseil général du Gard propose sur plus de 150 km un réseau de parcours balisés sur le causse de Campestre, le causse de Blandas et les gorges de la Vis. Des boucles sont proposées au départ de Blandas (le sentier de calo rouge, le sentier du belvédère de Blandas et le sentier du bois de Fontaret), au départ de Rogues (le sentier de l'oppidum et le sentier de la mare) et au départ de Montdardier (le sentier de la Tude et le sentier des trois prieurs).
Montdardier est aussi le point de départ de randonnées vers le pic d'Anjeau. On peut en faire facilement le tour ou bien accéder au sommet par un sentier sur la face est, ou en empruntant l'arête par l'ouest avec quelques difficultés.